# Julius Kahn
Julius Kahn (ur. 28 lutego 1861 w Kuppenheim w Niemczech, zm. 18 grudnia 1924 w San Francisco) – amerykański polityk, członek Partii Republikańskiej.

## Działalność polityczna
Od 1892 do 1894 zasiadał w Zgromadzeniu Stanowym Kalifornii. W okresie od 4 marca 1899 do 3 marca 1903 przez dwie kadencje i ponownie od 4 marca 1905 do śmierci 18 grudnia 1924 był przedstawicielem 4. okręgu wyborczego w stanie Kalifornia w Izbie Reprezentantów Stanów Zjednoczonych.
Jego żoną była Florence Prag Kahn.